# Koppenbergcross
Il Koppenbergcross, noto anche come Grote Prijs Willy Naessens, è una corsa in linea maschile e femminile di ciclocross che si svolge a Oudenaarde, in Belgio, ogni anno a novembre. Creato nel 1988, dal 2002 fa parte del calendario dello X2O Badkamers Trofee (già GvA/Bpost Bank/DVV Verzekeringen Trofee). Il percorso della prova è caratterizzato dalla salita in pavé del Koppenberg.

## Albo d'oro

### Uomini Elite
Aggiornato all'edizione 2021.
| Anno    | Vincitore            | Secondo                | Terzo                  |
| ------- | -------------------- | ---------------------- | ---------------------- |
| 1988    | Rudy Thielemans      | Kurt De Roose          | Rudy De Bie            |
| 1989    | Rudy Thielemans      | Christian Hautekeete   | Paul De Brauwer        |
| 1990    | Chris David          | Guy Van Dijk           | Ronny Poelvoorde       |
| 1991    | Peter Van Den Abeele | Paul De Brauwer        | Beat Wabel             |
| 1992    | Pavel Camrda         | Pavel Elsnic           | Peter Van Den Abeele   |
| 1993-96 | non disputato        |                        |                        |
| 1996    | Mario Lammens        | Kris De Block          | Jaak Eeckout           |
| 1997    | Peter Van Den Abeele | Beat Wabel             | Danny De Bie           |
| 1998    | Bart Wellens         | Peter Van Den Abeele   | Pascal Van Riet        |
| 1999    | Peter Van Den Abeele | Bart Wellens           | Ben Berden             |
| 1999    | Mario De Clercq      | Sven Nys               | Bart Wellens           |
| 2000    | Mario De Clercq      | Erwin Vervecken        | Richard Groenendaal    |
| 2001    | Sven Nys             | Richard Groenendaal    | Erwin Vervecken        |
| 2002    | Richard Groenendaal  | Sven Nys               | Bart Wellens           |
| 2003    | Bart Wellens         | Arne Daelmans          | Sven Nys               |
| 2004    | Sven Nys             | Richard Groenendaal    | John Gadret            |
| 2005    | Sven Nys             | Bart Wellens           | John Gadret            |
| 2006    | Sven Nys             | Richard Groenendaal    | John Gadret            |
| 2007    | Sven Nys             | Bart Wellens           | Zdeněk Štybar          |
| 2008    | Sven Nys             | Lars Boom              | Niels Albert           |
| 2009    | Sven Nys             | Niels Albert           | Klaas Vantornout       |
| 2010    | Sven Nys             | Niels Albert           | Kevin Pauwels          |
| 2011    | Kevin Pauwels        | Sven Nys               | Zdeněk Štybar          |
| 2012    | Sven Nys             | Niels Albert           | Klaas Vantornout       |
| 2013    | Tom Meeusen          | Kevin Pauwels          | Klaas Vantornout       |
| 2014    | Wout Van Aert        | Sven Nys               | Kevin Pauwels          |
| 2015    | Wout Van Aert        | Kevin Pauwels          | Lars van der Haar      |
| 2016    | Wout Van Aert        | Kevin Pauwels          | Lars van der Haar      |
| 2017    | Mathieu van der Poel | Toon Aerts             | Lars van der Haar      |
| 2018    | Toon Aerts           | Michael Vanthourenhout | Wout Van Aert          |
| 2019    | Eli Iserbyt          | Thomas Pidcock         | Michael Vanthourenhout |
| 2020    | Eli Iserbyt          | Lars van der Haar      | Toon Aerts             |
| 2021    | Eli Iserbyt          | Toon Aerts             | Lars van der Haar      |

### Donne Elite
Aggiornato all'edizione 2021.
| Anno | Vincitrice           | Seconda                 | Terza                |
| ---- | -------------------- | ----------------------- | -------------------- |
| 2005 | Daphny van den Brand | Reza Hormes-Ravenstijn  | Veerle Ingels        |
| 2006 | Marianne Vos         | Reza Hormes-Ravenstijn  | Daphny van den Brand |
| 2007 | Daphny van den Brand | Reza Hormes-Ravenstijn  | Veerle Ingels        |
| 2008 | non disputato        |                         |                      |
| 2009 | Pavla Havlíková      | Helen Wyman             | Sophie de Boer       |
| 2010 | Helen Wyman          | Sanne Cant              | Sanne van Paassen    |
| 2011 | Sanne van Paassen    | Helen Wyman             | Nikki Harris         |
| 2012 | Helen Wyman          | Nikki Harris            | Sanne Cant           |
| 2013 | Helen Wyman          | Sanne Cant              | Nikki Harris         |
| 2014 | Sophie de Boer       | Jolien Verschueren      | Sanne Cant           |
| 2015 | Jolien Verschueren   | Femke Van Den Driessche | Nikki Harris         |
| 2016 | Jolien Verschueren   | Thalita de Jong         | Sophie de Boer       |
| 2017 | Helen Wyman          | Katherine Compton       | Jolien Verschueren   |
| 2018 | Kim Van De Steene    | Alice Maria Arzuffi     | Annemarie Worst      |
| 2019 | Yara Kastelijn       | Annemarie Worst         | Alice Maria Arzuffi  |
| 2020 | Annemarie Worst      | Lucinda Brand           | Yara Kastelijn       |
| 2021 | Clara Honsinger      | Denise Betsema          | Kata Blanka Vas      |

### Uomini Under-23
Aggiornato all'edizione 2021.
| Anno | Vincitore              | Secondo           | Terzo                |
| ---- | ---------------------- | ----------------- | -------------------- |
| 2005 | Niels Albert           | Zdeněk Štybar     | Rob Peeters          |
| 2006 | Dieter Vanthourenhout  | Rob Peeters       | Lukáš Klouček        |
| 2007 | Tom Meeusen            | Quentin Bertholet | Thijs van Amerongen  |
| 2008 | Philipp Walsleben      | Sven Verboven     | Kevin Cant           |
| 2009 | Róbert Gavenda         | Jan Denuwelaere   | Paweł Szczepaniak    |
| 2010 | Joeri Adams            | Vinnie Braet      | Lars van der Haar    |
| 2011 | Lars van der Haar      | Vinnie Braet      | Jan Nesvadba         |
| 2012 | Michael Vanthourenhout | Vinnie Braet      | Jens Adams           |
| 2013 | Laurens Sweeck         | Wout Van Aert     | Mathieu van der Poel |
| 2014 | Michael Vanthourenhout | Laurens Sweeck    | Toon Aerts           |
| 2015 | Quinten Hermans        | Jonas Degroote    | Joris Nieuwenhuis    |
| 2016 | Eli Iserbyt            | Jens Dekker       | Gosse van der Meer   |
| 2017 | Thomas Pidcock         | Eli Iserbyt       | Jens Dekker          |
| 2018 | Thymen Arensman        | Eddy Finé         | Ben Turner           |
| 2019 | Jens Dekker            | Ryan Kamp         | Gerben Kuypers       |
| 2020 | annullato              | annullato         | annullato            |
| 2021 | Pim Ronhaar            | Cameron Mason     | Thibau Nys           |

### Uomini Juniors
Aggiornato all'edizione 2021.
| Anno | Vincitore               | Secondo               | Terzo                 |
| ---- | ----------------------- | --------------------- | --------------------- |
| 2005 | Dries Govaerts          | Dennis Vanendert      | Dave De Cleyn         |
| 2006 | Sven Verboven           | Joeri Adams           | Bart Hermans          |
| 2007 | Marek Konwa             | Dany Lacroix          | Simon Geets           |
| 2008 | Gerry Druyts            | Xandro Meurisse       | Jérémy Cornu          |
| 2009 | Michiel van der Heijden | Laurens Sweeck        | Mike Teunissen        |
| 2010 | Danny van Poppel        | Jens Vandekinderen    | Matthias Van De Velde |
| 2011 | Yorben Van Tichelt      | Matthias Van de Velde | Berne Vankeirsbilck   |
| 2012 | Mathieu van der Poel    | Yannick Peeters       | Jonas Degroote        |
| 2013 | Yannick Peeters         | Pascal Eenkhoorn      | Jens Teirlinck        |
| 2014 | Johan Jacobs            | Mehdy Henriet         | Jens Dekker           |
| 2015 | Seppe Rombouts          | Thijs Wolsink         | Clément Levallois     |
| 2016 | Thomas Mein             | Timo Kielich          | Arno Debeir           |
| 2017 | Ben Tulett              | Wout Vervoort         | Jarno Bellens         |
| 2018 | Yorben Lauryssen        | Yente Peirens         | Joran Wyseure         |
| 2019 | Arne Baers              | Lennert Belmans       | Yorben Lauryssen      |
| 2020 | annullato               | annullato             | annullato             |
| 2021 | Aaron Dockx             | Ben Askey             | Oliver Akers          |